# Vislanda

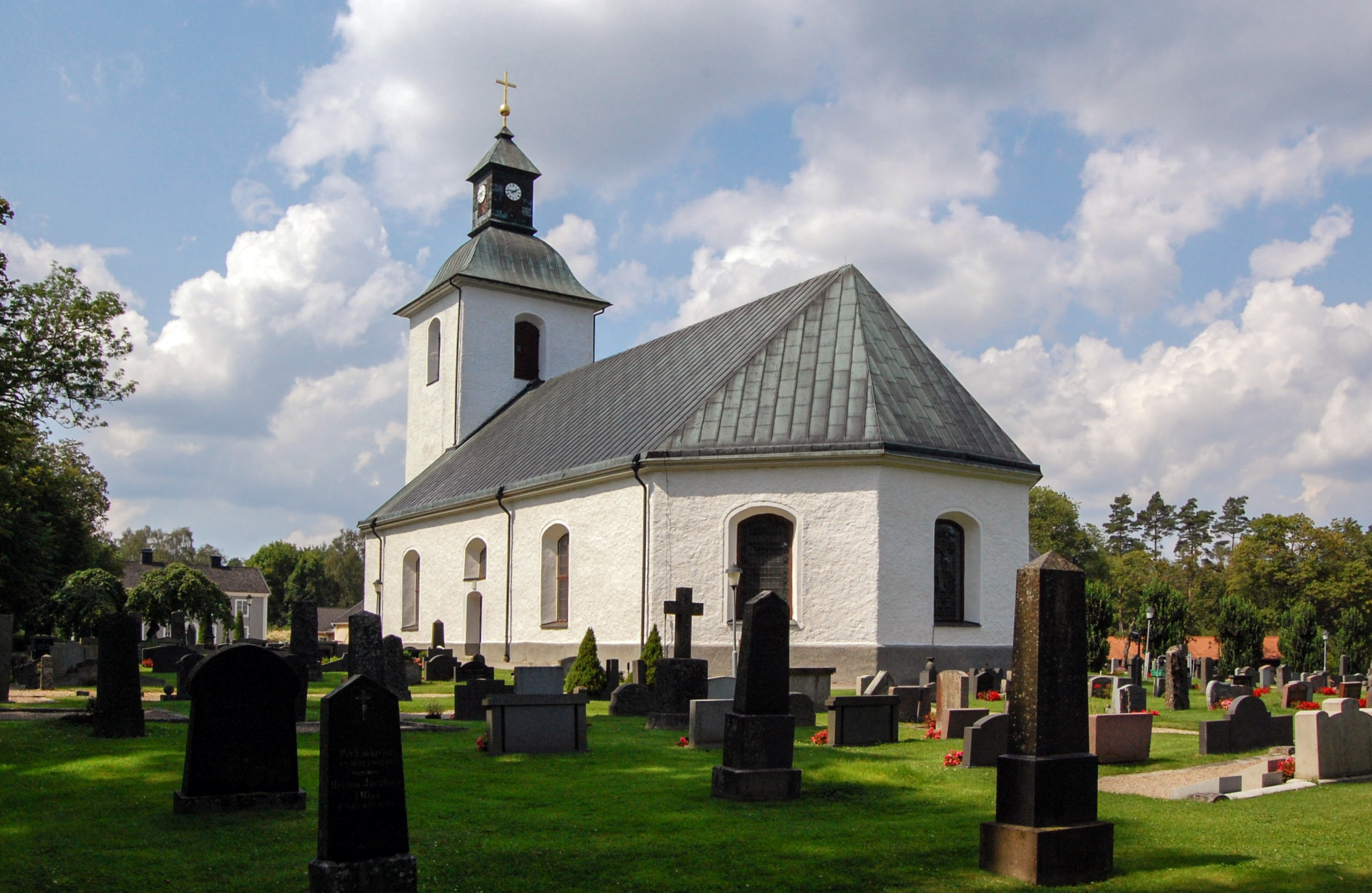
Kirche in Vislanda

Vislanda ist eine Ortschaft (tätort) in der schwedischen Provinz Kronobergs län, in der historischen Provinz Småland.

## Der Ort
Vislanda liegt an der normalspurigen Bahnverbindung Malmö – Nässjö – Falköping (Södra stambanan) und war früher Knotenpunkt dieser Bahnstrecke mit der schmalspurigen Karlshamn-Vislanda Järnväg nach Karlshamn und der schmalspurigen Vislanda–Bolmens Järnväg nach Bolmen.

## Wohnen und Schule
In Vislanda gibt es ein Altenheim, eine Vorschule, eine Grundschule für die Klassen 1 bis 6.

## Wirtschaft
In Vislanda gibt es hauptsächlich kleine und mittlere Betriebe. Die meisten Arbeitsstellen befinden sich bei Sägewerken, Werkstätten und in der Fabrikation.
Die größten Firmen in Vislanda sind:
- Gunnarssons Verkstads AB
- Stigs Trä
- Svets & Mekano
- Veg Tech AB
- VIDA Timber
- Wica Cold
- Vislanda Maskin
- Vislanda Sågverksmaskiner
- Viverk Verkstads AB

Zwischen 1932 und 2015 bestand in Vislanda der Schrottplatz von Statens Järnvägar.

## Freizeit
In Vislanda gibt es einen Freizeitgarten (fritidsgård).

## Persönlichkeiten
- Peter Wieselgren (1800–1877), lutherischer Theologe, Literaturhistoriker und Biograph